# NGC 6328
NGC 6328 is een balkspiraalstelsel in het sterrenbeeld Altaar. Het hemelobject werd op 2 mei 1835 ontdekt door de Britse astronoom John Herschel.

## Synoniemen
- ESO 102-3
- AM 1718-645
- PGC 60198